# Novo Sarajevo
Novo Sarajevo (in alfabeto cirillico: Ново Сарајево; traduzione italiana: Nuova Sarajevo) è una municipalità di Sarajevo e del Cantone di Sarajevo, nella Bosnia ed Erzegovina con 68.802 abitanti al censimento 2013.

## Società

### 1971
Totale: 111.811 persone
- Serbi - 45.806 (40,96%)
- Musulmani - 37.147 (33,22%)
- Croati - 17.491 (15,64%)
- Jugoslavi - 5.798 (5,18%)
- Altri - 5.569 (5,00%)

### 1991
Prima dell'assedio, nel 1991 Novo Sarajevo contava circa 95.089 residenti, dei quali 33.902 erano bosgnacchi (35,7%), 32.899 erano serbi (34,6%), 8.798 erano croati (9,3%), 15.580 erano jugoslavi (16,4%) e 4.391 erano classificati come "altri" (4,6%).

### 2002
Secondo le stime del governo del 2002, ad oggi la municipalità di Novo Sarajevo conta 74,493 residenti, dei quali l'88% è bosniaco, il 6% circa è serbo e il 6% croato.

## Storia
Come Novi Grad, anche Novo Sarajevo è la risultante dell'imponente crescita e dello sviluppo della città avvenuti negli anni sessanta e negli anni settanta. È localizzata al centro dell'area di Sarajevo, principalmente sulla riva nord del fiume Miljacka, tra Novi Grad e Centar.
Prima dell'assedio Novo Sarajevo aveva un'area di circa 47,6 km² (41,6% foreste, 17,5% praterie, 13,5% terra destinata ad edifici, 10,4% pascoli, 8,4% terreni di coltura, 13,5% giardini). In seguito all'assedio di Sarajevo il 75% dell'area urbana (per la maggior parte non popolato), venne trasferito alla Repubblica Serba, facendo diventare Novo Sarajevo una municipalità di 11,43 km²: come conseguenza Novo Sarajevo ha il più elevato numero di persone per km² (circa 7524/km²).
Novo Sarajevo è noto per essere un centro commerciale ed economico di Sarajevo che ospita molte delle principali compagnie e società della città.

## Siti di interesse a Novo Sarajevo
- Museo nazionale di storia
- Museo storico della Bosnia Erzegovina
- Centro della città di Bosmal
- Chiesa di Sveto Preobraženje
- Stadio di Grbavica

## Quartieri di Novo Sarajevo
- Pofalići I
- Pofalići II
- Velešići
- Gornji Velešići
- Želejznička
- Dolac
- Malta
- Čengić Vila I
- Kvadrant
- Čengić Vila II
- Hrasno
- Hrasno Brdo
- Trg Heroja
- Grbavica (suddiviso in Grbavica I e Grbavica II)
- Kovačići
- Gornji Kovačići
- Vraca